# Nieuwe Fotografie

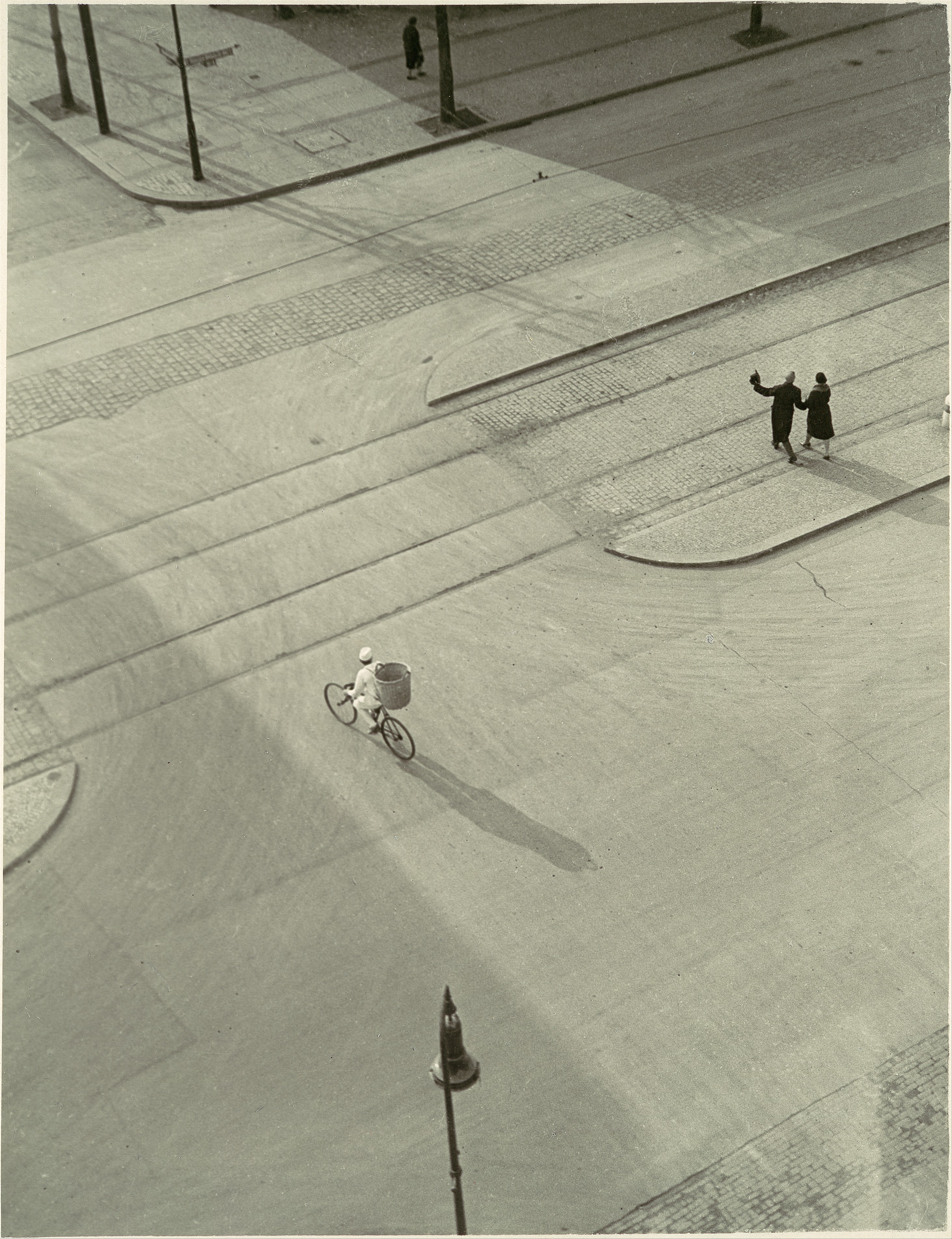
7 A.M. (New Year's Morning) door László Moholy-Nagy (1930)

De Nieuwe Fotografie is een stijl die omstreeks 1920 ontstond en ijverde voor een technisch en zakelijk gebruik van de fotografie in een reactie op de beginperiode van de fotografie. 
In de late 19e eeuw probeerden fotografen hun vak als kunst te laten erkennen door nostalgische beelden te creëren die leken op schilderijen. Deze foto's waren vaak gevuld met feeërieke landschappen en taferelen die een verloren wereld opriepen. De Nieuwe Fotografie werd echter als een nieuwe, onafhankelijke kunstvorm gezien waarin de fotografische techniek voorop stond. De gefotografeerde voorwerpen waren ondergeschikt aan de beeldcompositie.  De stroming wordt ook wel Nieuwe Foto- en Typografie genoemd, omdat sommige kunstenaars ook grafisch ontwerper waren en zich in hun grafische werk ook van deze principes bedienden.
De Nieuwe Fotografie ontstond in de periode tussen de twee wereldoorlogen. De tentoonstelling Film und Foto van 1929 in Stuttgart markeerde de internationale doorbraak van deze ontwikkeling. Belangrijke fotografen waren onder meer Aleksandr Rodtsjenko, El Lissitzky, Edward Weston, Man Ray, Albert Renger-Patzsch, Walter Peterhans, László Moholy-Nagy, Germaine Krull, Marianne Breslauer en André Kertész. 
Nederlandse pioniers waren onder anderen Piet Zwart, Paul Schuitema, Éva Besnyő, Gerard Kiljan en Jan Kamman. Zij stapten af van het idee in de stijl van schilderijen te willen fotograferen. Ze richtten zich minder op onderwerp of inhoud maar bedienden zich van tot dan toe ongebruikelijke technieken, zoals de geometrische composities, diagonalen, een ongebruikelijke standpuntbepaling, extreme close-up, vogelperspectief, afsnijding, herhaling, vervorming, fotomontage, fotocollage, dubbeldruk en het fotogram. Het gebruik van flatterende filters en retouchering werd verworpen. Er ontstond zo een nieuwe beeldcultuur. Typische onderwerpen van de Nieuwe Fotografie waren machines, stalen objecten en industriële productie.

## Belangrijke publicaties
- Malerei Photographie Film van László Moholy-Nagy
- foto-auge van Franz Roh en Jan Tschichold
- es kommt der neue fotograf! van Werner Gräff
- Métal van Germaine Krull